# Fredonia (Kansas)
Fredonia és una població dels Estats Units a l'estat de Kansas. Segons el cens del 2000 tenia 2.600 habitants.

## Demografia
Segons el cens del 2000, Fredonia tenia 2.600 habitants, 1.135 habitatges, i 703 famílies. La densitat de població era de 418,3 habitants/km².
Dels 1.135 habitatges en un 27,8% hi vivien nens de menys de 18 anys, en un 50% hi vivien parelles casades, en un 9,3% dones solteres, i en un 38% no eren unitats familiars. En el 35,6% dels habitatges hi vivien persones soles el 21,7% de les quals corresponia a persones de 65 anys o més que vivien soles. El nombre mitjà de persones vivint en cada habitatge era de 2,22 i el nombre mitjà de persones que vivien en cada família era de 2,88.
Per edats la població es repartia de la següent manera: un 24,1% tenia menys de 18 anys, un 7,8% entre 18 i 24, un 24,2% entre 25 i 44, un 20,1% de 45 a 60 i un 23,7% 65 anys o més.
L'edat mediana era de 41 anys. Per cada 100 dones de 18 o més anys hi havia 82,9 homes.
La renda mediana per habitatge era de 25.539 $ i la renda mediana per família de 34.459 $. Els homes tenien una renda mediana de 28.657 $ mentre que les dones 19.231 $. La renda per capita de la població era de 14.593 $. Entorn del 8,6% de les famílies i el 12,2% de la població estaven per davall del llindar de pobresa.

## Poblacions més properes
El següent diagrama mostra les poblacions més properes.